# Меїр Юст
Меїр Юст (івр. מאיר יוסט; 7 липня 1908 — 9 квітня 2010) — головний рабин Амстердама, Нідерланди. Меїр Юст служив духовним лідером нідерландської єврейської громади понад 45 років, аж до своєї смерті в 2010 році.

## Біографія
Юст народився 7 липня 1908 року у місті Вижниця, Буковина (тоді Угорщина, нині Україна) у сім'ї Нісана Юста, головного композитора вижницької хасидської династії і габая покійного вижницького ребе У молодості він навчався кілька років у рабина Пінхаса Горвіца, а через кілька років переїхав до Німеччини та навчався у рабина Йозефа Брейера. Коли нацисти прийшли до влади в Німеччині, він повернувся до батьківського дому в Гросвердайн (куди вони втекли під час Першої світової війни з міста Візеніц, нині місто Орадя) і почав громадську діяльність. Там його призначили головою відділення Аґудат Ісраель у місті. Під час Другої світової війни він переховувався з сім'єю в Будапешті і з допомогою друзів пережив війну, після війни переїхав до Швейцарії і був призначений рабином в єшиві Монтерей.
У 1963 його запросили служити головним рабином до Нідерландів, він переїхав до Амстердама і прожив там майже п'ятдесят років до самої смерті, він був одним із старших членів організації Центру рабинів Європи. Автор книги Амрей Меїр (івр. אמרי מאיר, «Промови Меїра») про Тору. 
Юст помер у своєму будинку в Амстердамі 9 квітня 2010 року у віці 101 року. Його труну було доставлено до Ізраїлю, і він був похований на Оливковій горі в Єрусалимі.